# Stø

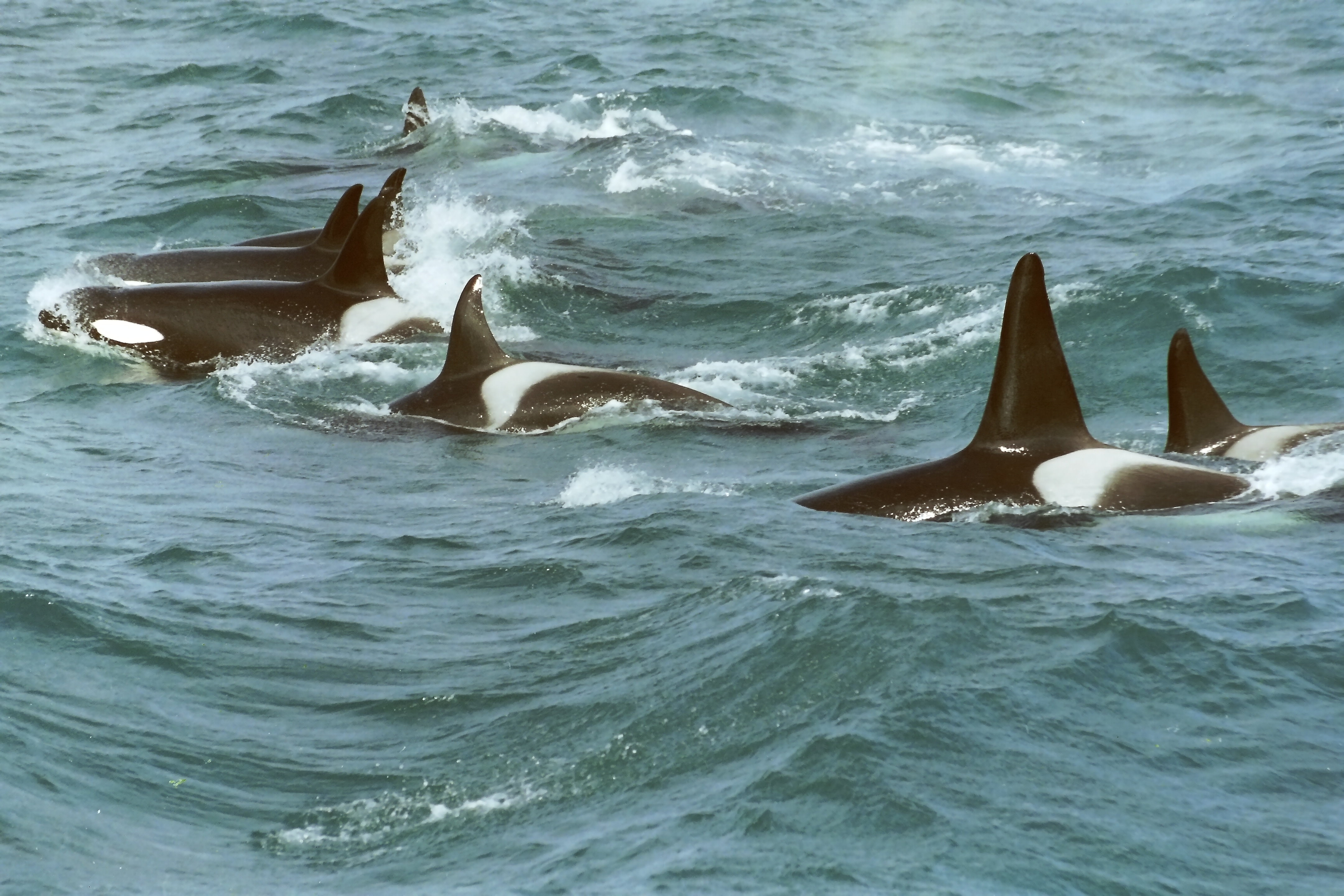
Schwertwale im Meer vor Stø

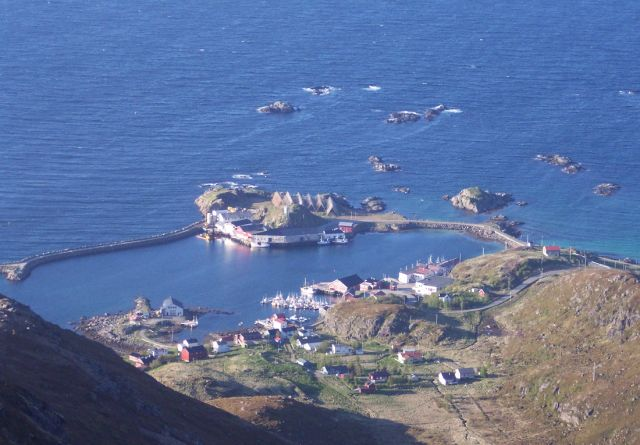
Tiefblick auf Stø

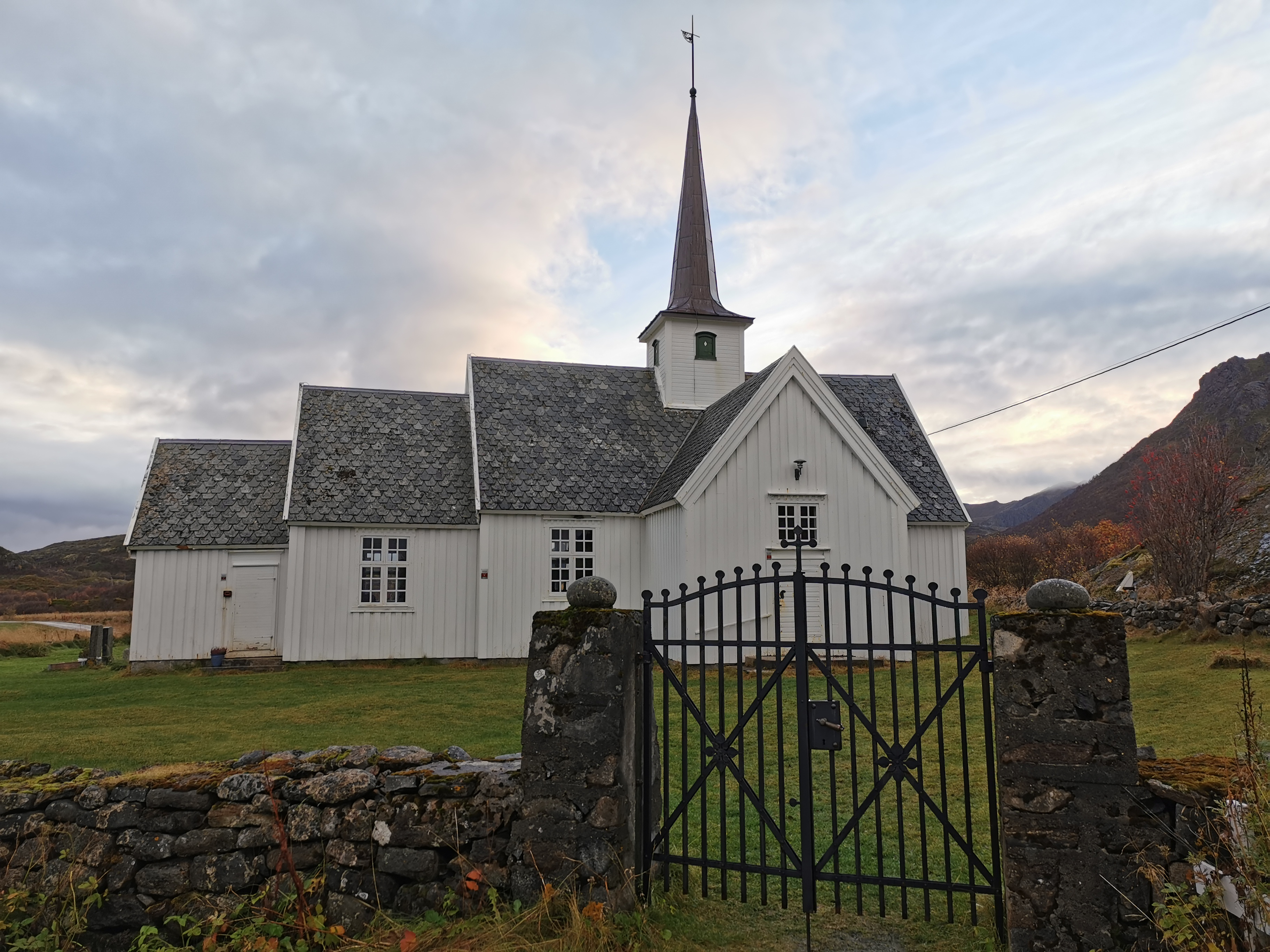
Langenes kirke

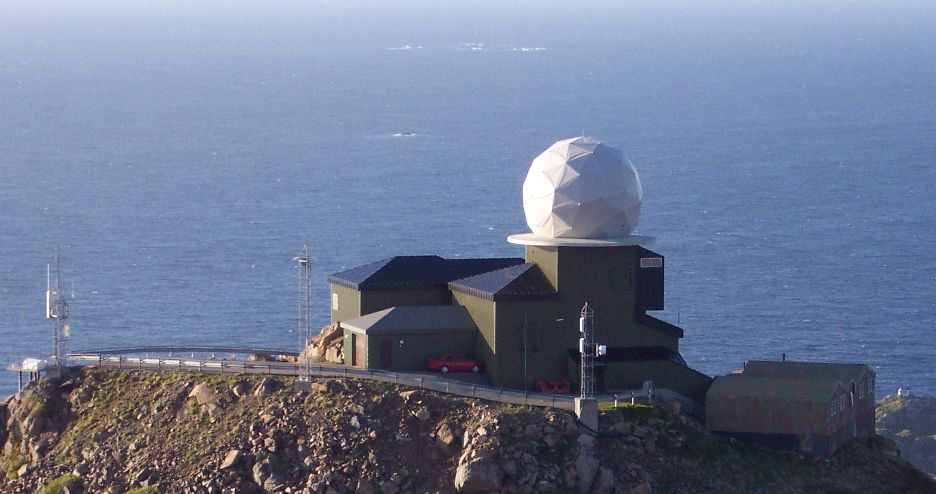
Küsten-Radarstation Stø

Stø ist ein Fischerdorf in Norwegen. Es liegt am nördlichen Ende der zu den Vesterålen gehörenden Insel Langøya und ist ein Teil der Gemeinde Øksnes.
In den Jahren 1919 bis 1964 war Stø Verwaltungssitz der damals vorübergehend eigenständigen Gemeinde Langenes. Etwa 1,5 Kilometer östlich des Hauptortes befindet sich die Langenes kirke, eine weiße Holzkirche mit einem Grundriss in Kreuzform. Lange Zeit ging man davon aus, dass sie 1796 erbaut wurde. Heute wird angenommen, dass sie bereits sehr viel älter ist und 1796 lediglich umfassend erneuert wurde. An der Stelle der heutigen Kirche ist auf einer Karte aus dem Jahr 1539 erstmals eine Kirche erwähnt. Unweit des Standorts der Kirche befand sich das Fischerdorf Langenesværet, welches bereits im Mittelalter existierte. Bis zur Mitte des 17. Jahrhunderts war Langenesværet ein wichtiges Handelszentrum in der Region mit Verbindungen nach Trondheim und Bergen. Erst mit Aufkommen größerer und motorisierter Boote, die andere Hafenverhältnisse erforderten als die im früheren Handel üblichen Frachtsegler, verlor Langenesværet zusehends an Bedeutung und wurde schließlich als Handelsort und Hafen nach dem Zweiten Weltkrieg ganz aufgegeben
In Stø leben ganzjährig etwa 200 Menschen. Den Hauptbroterwerb der Einwohner stellt die Fischerei dar. So hat Stø eine eigene Fischfabrik und eine Lachszucht. Eine weitere Einkommensquelle kommt im Sommer durch den Tourismus hinzu. Direkt am Hafen gelegen befindet sich das Stø-Wohnmobil-Camp.
Bekannt ist Stø heute hauptsächlich durch die von hier aus während der Sommermonate startenden Walsafaris und das in der Nähe liegende alte Fischerdorf Nyksund, das über den Königinnenweg genannten Wanderweg von Stø aus zu Fuß erreicht werden kann. Südlich von Stø erhebt sich der 313 m hohe Geitberget, und auf einer dem Berg benachbarten Anhöhe an der Küste steht eine Radarstation. An der Westküste, etwa 20 Minuten Fußweg vom Hauptort entfernt befindet sich Skipssand, ein beliebter sandiger Badestrand.
Im Seegebiet westlich von Stø liegt unmittelbar vor der Küste das Stø/Nyksund naturreservat, ein etwa 480 ha umfassendes Naturschutzgebiet, welches 2002 eingerichtet wurde. Mit den Inseln Lyngøyan und Beinøya sowie einigen kleineren Inseln umfasst das geschützte Gebiet auch 37 ha Landfläche und stellt ein wichtiges Brutgebiet für Seevögel dar, beispielsweise der Dreizehenmöwe und des Kormorans. Auch beheimatet das Schutzgebiet eine der größten Seehundpopulationen der Provinz Nordland. Ein weiteres Naturschutzgebiet unweit von Stø ist das Anda naturreservat rund um die Insel Anda, welche etwa 5 Kilometer nördlich vor Stø im Meer liegt.